# Ducado de Perúgia
O Ducado de Perúgia foi um ducado (em latim: ducatus) italiano do Império Bizantino. Sua administração civil e militar era supervisionada por um duque nomeado por e sob a autoridade originalmente do prefeito pretoriano da Itália (554-584) e mais tarde do exarca de Ravena (584-751). Sua principal cidade e homônima foi Perúgia, localizada em seu centro. Era um banda do território que conectou o Ducado da Pentápole com o Ducado de Roma, e separou os ducados de Túscia (ao norte) e de Espoleto (ao sul), ambos parte do Reino Lombardo. Era de grande importância estratégica para os bizantinos, desde que possibilitou a comunicação entre Roma, a cidade do papado, e Ravena, a capital do exarcado. Uma vez que isolava territorialmente o duque de Espoleto de seu senhor nominal, o rei dos lombardos em Pavia, também perturbou o Reino Lombardo, que era um espinho constante ao lado bizantino. Esta importância estratégica significou que muitos exércitos lombardos e bizantinos passaram por ele.
Thomas Noble, um historiador armênio, supôs que por 739-740, quando o papa Gregório III negociou com Carlos Martel, duque dos francos, por assistência contra os lombardos, o papa já previa uma república independente de seu "povo peculiar" (peculiarem populum), ou seja, os habitantes dos ducados de Perúgia e Roma que, tão remotos de Ravena e da capital bizantina, Constantinopla, dependiam do papa para defesa e relações exteriores. Hildebrando, o herdeiro do trono, e Peredeu, duque de Vicenza, uniram-se para capturar Ravena, provavelmente em 737-740. De acordo com o historiador contemporâneo Paulo, o Diácono, isto ocorreu antes "dos romanos, inchados com seu orgulho costumeiro, reunirem por todos os lados a liderança de Agatão, duque dos perúgios, e capturarem Bonônia (Bolonha), onde Valcari, Pedereu e Rotcari estavam então acampados, mas os últimos se precipitaram sobre os romanos, fazendo uma grande matança deles e obrigou aqueles que foram deixados a buscar retirada." De acordo com os historiadores modernos Georg Waitz, Jan Hallenbeck, e Paolo Delogu, isto aconteceu antes da efêmera conquista de Ravena. A interpretação mais comum é que Agatão estava tentando recapturar Bolonha, que era parte de seu ducado até ser conquistada por Liuprando (r. 712–744) ca. 727-730 e, ao fazê-lo, quebrou uma trégua entre os bizantinos e lombardos, que provocou o assalto de Ravena.
Em 749, o rei lombardo Raquis (r. 744–749) invadiu os ducados de Perúgia e Pentápole, sitiando a cidade capital do primeiro. O papa Zacarias encontrou o rei em Perúgia e convenceu-o a levantar o cerco e abdicar para um mosteiro. Foi sugerido que Raquis foi forçado a atacar a Itália bizantina por uma parte de nacionalistas lombardos ou, inversamente, que atacou porque Zacarias quebrou os termos da predecessora Paz de Terni, uma trégua de 20 anos. De todo modo, "toda a Itália estava em silêncio" entre a ascensão de Raquis em 745 e seu ataque a Perúgia em 749, de acordo com o biógrafo de Zacarias na Liber Pontificalis. Com o colapso do exarcado e a captura de Ravena pelos lombardos em 751, o ducado foi deixado, de facto, sob autoridade papal por 752. Em uma passagem da Ludovicianum, que não pode ser datada antes de 774, as cidades do Ducado de Roma estão listadas de norte a sul, com as cidades do Ducado de Perúgia adicionadas à aquelas da Toscana romana, indicando que pelo tempo da conquista do Reino Lombardo pelos francos, Perúgia tinha sido incorporada no Ducado de Roma. Na verdade, o Ducado de Perúgia, como uma unidade política distinta, não pode ser traçada depois dos anos 740.